# Céu Brites
Céu Brites ist eine osttimoresische Menschenrechtlerin und Politikerin. Sie gehört keiner Partei an.
Als 14-Jährige floh Brites ohne ihre Eltern, als die Indonesier am 9. Dezember 1975 Osttimors Hauptstadt Dili angriffen (Operation Seroja). Ihre Eltern sah sie nie wieder. Seitdem engagierte sich Brites als Menschenrechtsaktivistin. 2002 war Brites Sprecherin des Büros der UNMISET.
Am 1. Juli 2023 wurde Brites zur Vizeministerin für soziale Solidarität und Inklusion in der IX. Regierung Osttimors von Premierminister Xanana Gusmão, vereidigt.